# Christiaan Wilhelm Bodenhausen
Christiaan Wilhelm Bodenhausen (Leeuwarden, 24 juni 1869 - Bloemendaal, 8 april 1966) was een oud-Indisch bestuurder (onder meer lid en vicepresident van de Raad voor Nederlandsch-Indië) die minister van Financiën werd in het kortstondige vijfde kabinet-Colijn. Bodenhausen was aanvankelijk werkzaam bij de belastingdienst en voor hij naar Indië ging was hij directeur van de Amsterdamse gemeentebelastingen.